# Probal Dasgupta
Pour les articles homonymes, voir Dasgupta.
Probal Dasgupta, né à Calcutta le 19 septembre 1953 sous le nom de Mukur Dasgupta, est un écrivain espérantophone et lexicologue indien. Très actif au sein du mouvement espérantophone, il a été élu président de l'Association mondiale d'espéranto pour un mandat de trois ans lors du congrès mondial d'espéranto de 2007 qui s'est tenu à Yokohama. Il a été réélu pour un 2e mandat de trois ans lors du congrès mondial d'espéranto de 2010 à La Havane.

## Biographie

### Jeunesse et études
Probal Dasgupta nait le 19 septembre 1953 à Calcutta, en Inde, sous le nom de Mukur Dasgupta. Il est le fils unique de Arun Kumar Dasgupta, historien, et Manashi Dasgupta, psychologue. Ses parents sont enseignants à l’université. En 1961, il change son prénom, Mukur, pour Probal.
Entre 1957 et 1961, Probal Dasgupta étudie à Ithaca, aux États-Unis, avant de continuer ses études à Calcutta entre 1962 et 1969. Il est diplômé de linguistique à l’université de Calcutta en 1974. Il rejoint ensuite l'université de New York, où il obtient un master en 1977 et un doctorat sur la grammaire de sa langue maternelle, le bengali, en 1980. 

### Carrière
Probal Dasgupta enseigne la linguistique dans les universités de Melbourne en 1979, de Calcutta en 1980, dans un établissement de Pune entre 1980 et 1989, à l’université d’Hyderabad entre 1989 et 2006, où il est professeur en linguistique appliquée et enfin à l’Institut indien de statistiques de Calcutta depuis 2006.
En 2004, il devient membre honoraire de la Société américaine de linguistique (en).

### Espéranto
Dans les milieux espérantophones, il est essentiellement connu comme écrivain, traducteur et critique. Membre de l'Académie d'espéranto depuis 1983, il en est devenu vice-président en 2001. 
Déjà à 17 ans (en 1969-1970) il correspondit avec l'écrivain et linguiste Kálmán Kalocsay à propos de la traduction de Rabindranath Tagore, du problème des participes en espéranto (controverse ata-ita) et de la phraséologie contribuant du point de vue des langues hindi et bengali. Kalocsay a traité avec lui de problèmes grammaticaux complexes, nonobstant son jeune âge qu'il n'ignore pas (il le félicite pour l'obtention de son baccalauréat).
Il participe aux activités du mouvement espérantophone dès le congrès mondial de 1977, à la suite duquel il est bénévole au siège de l'association mondiale d'espéranto à Rotterdam. Puis il représenta l’association à l'ONU d'octobre 1977 à janvier 1979, ce qu'a facilité Ralph Harry en tant que chef de la délégation australienne à l'ONU. À la suite de cela fut créé le Bureau de l’association mondiale d’espéranto à New York, pour donner suite à son action. 
Il fut de nouveau bénévole pour l’association mondiale en 1980 et membre de son conseil d’administration de 1983 à 1986. Il fut régisseur du thème de trois congrès mondiaux. Il présida de 1987 à 1989 la Fédération indienne d'espéranto (eo) qu'il avait cofondée en 1982. Il présida aussi la Commission internationale des Examens (eo). 
Depuis 1990 il est corédacteur de la revue Language Problems and Language Planning. 
Depuis 2007 il est corédacteur de la revue Beletra Almanako avec Jorge Camacho et István Ertl.
Au printemps 2007 il s'est présenté à la présidence de l’association mondiale d’espéranto, où il a été élu pour un mandat de trois ans.

## Ouvrages et articles
- Nomi kaj karakterizi (In: De A al B ; fest-libro por la 75a naskiĝ-tago de D-ro André Albault, 1923 - 14 majo - 1998 / Hrsg.: Haupenthal, Reinhard ; p.75 - 82)
- Facila lingveto, peza lingvego, ĉu? (in: Menade bal püki bal : Festschrift zum 50. Geburtstag von Reinhard Haupenthal ; p.83 - 94)
- Degree words in Esperanto and categories in universal grammar (in: Interlinguistics : aspects of the science of planned languages / Hrsg.: Schubert, Klaus ; p.[231] - 247 : bibliogr. p. 246 - 247)
- Adverboj en Esperanto (in: Serta gratulatoria in honorem Juan Régulo: II Esperantismo : [La junta de gobierno presidida por el Magfco. y Excmo. Sr. Rector, decidió la publicación ... come homenaje al profesor Don Juan Régulo Pérez con motivo de su jubilación, a los 70 años...] ; p.[119] - 130)
- Towards a dialogue between the sociolinguistic sciences and Esperanto culture (Pune: Dashgupta, [1987]. - [28] p. : bibliogr. p. 28) Dashgupta, Probal:
- Culture, sharing and language (in: Rights to language: equity, power and education : celebrating the 60th birthday of Tove Skutnabb-Kangas / Hrsg.: Phillipson, Robert ; p.[49] - 51)¨Dashgupta, Probal:
- Kategorioj, la fleksio, la lingvistiko, kaj radikoj en Esperanto (in: Centjara Esperanto : jubilea libro de Akademianoj ; p.63 - 75)
- La toleremo kaj aliaj artoj (in: Lingva arto : jubilea libro omaĝe al William Auld kaj Marjorie Boulton / Hrsg.: Benczik, Vilmos ; p.40 - 49)
- Toward a dialogue between the sociolinguistic sciences and Esperanto culture (in: Esperanto, interlinguistics and planned language / Hrsg.: Tonkin, Humphrey ; p.[140] - 171 : bibliogr. p. 169 - 171)
- La lingvo kaj la rajto je komunikado (avec Renato Corsetti, Humphrey Tonkin, in: Esperanto: the solution to our language problems : studies and articles on language problems, the right to communicate and the international language (1959-1981) / Hrsg.: Eichholz, Rüdiger ; p.298 - 361 : ilustr.)
- The Otherness of English: India's Auntie Tongue Syndrome (Relié), Probal Dasgupta, Sage Pubns, (17 février 1993),  (ISBN 978-0803994560)
- Explorations in Indian Sociolinguistics, Rajendra Singh, Probal Dasgupta, Jayant K. Lele. New Delhi, Sage, 1995, 258 p.,  (ISBN 978-0803992382)
- After Etymology, 2000

### Résumés et références
- La modalité subjonctive et la transparence en bangla Conférences du Laboratoire de linguistique formelle
- Translation and the application of linguistics sur Cat.inist/CNRS

### Disponible sur la toile
- Substantive language rights (en)
- Translation and the Application of Linguistics, Article, Meta, vol. 39, n° 2, 1994, p. 374-386. (en)

## Traductions
- Manashi DasGupta: Dormanta hejmaro (roman - Trad. du bengali Probal Daŝgupto. Préface de Claude Piron. - Anvers: Ligue flamande d'espéranto (eo), 2006. - 240 p.)  (ISBN 90 77066 20 9)
- Manashi DasGupta: Mi juna (Trad. du bengali Probal Daŝgupto. Préface de Meva Maron. Éd. Kris Long. - Rotterdam: Esperantaj Kajeroj, 1989. - 102 p.)
- Rabindranath Tagore: Primico (poèmes - trad. Probal Daŝgupto. - Copenhague, TK, 1977. - 114 p.)
- Upendronath Gangopaddhae: Klera edzino (trad. du bengali Probal Daŝgupto. Préface de John C. Wells. - Pise : Edistudio (eo), 1994. - 184 p.)